# Schlacht bei Torgau
Pirna – Lobositz – Prag – Gabel – Kolin – Groß-Jägersdorf – Moys – Roßbach – Breslau – Leuthen – Domstadtl – Olmütz – Neisse – Zorndorf – Hochkirch – Kay – Kunersdorf – Hoyerswerda – Maxen – Koßdorf – Landeshut – Liegnitz – Oschatz – Berlin – Wittenberg – Torgau – Döbeln – Burkersdorf – Reichenbach – Freiberg
Die Schlacht bei Torgau am 3. November 1760 war die letzte große Schlacht des Siebenjährigen Krieges.

## Ablauf

### Vorgeschichte
Sachsen war von der Reichsarmee besetzt. Bereits am 27. September hatten Reichstruppen unter Friedrich Michael von Pfalz-Birkenfeld Torgau zur Kapitulation gezwungen. Der preußische Kommandant Major von Norman ging mit 2.500 Mann in Gefangenschaft. Am 14. Oktober ergab sich Wittenberg nach zehntägiger Belagerung. Der Generalmajor Salenmon ging mit 1.800 Mann in Gefangenschaft, außerdem waren große Mengen Vorräte erobert worden.
Die Österreicher unter Feldmarschall Leopold Joseph Daun wollten bei Torgau Anschluss an diese finden. Daun hatte sich auf den Süptitzer Höhen mit etwa 33.000 Mann und rund 400 Kanonen festgesetzt. Der Ort war gut gewählt: Waldungen, Verhaue, Gräben, Teiche und Moräste machten jeden Angriff schwierig und verlustreich.
Friedrich II. brauchte aber Sachsen als Drehscheibe für den Nachschub, als Winterquartier für seine Armee und als Faustpfand für eventuelle Friedensverhandlungen. Er versuchte hier eine neue Taktik, um seinen Plan durchführen zu können: Er teilte seine Truppen auf und führte drei Korps durch die Wälder, um die Höhe zu umgehen und von Norden die Österreicher anzugreifen. Währenddessen marschierte Hans Joachim von Zieten mit dem 4. Korps auf den Süden der Höhe zu. Der Angriff der Truppen vom Norden und vom Süden sollte gleichzeitig beginnen.

### Schlachtverlauf
Zieten griff zu früh an und stieß auf das Kavalleriekorps St. Ignons, welches gefangen genommen wurde. Dieser frühe Angriff wäre für die Preußen fast zur Katastrophe geworden. Friedrich musste jetzt auch die Höhe attackieren, obwohl der größte Teil seiner Korps noch nicht angekommen war.
Als die Kavallerie endlich eingriff, wurde sie von den Österreichern zurückgeworfen. Der zweite Angriff war erfolgreicher und die österreichische Infanterie wurde auseinandergesprengt. Die österreichische Reiterei machte den preußischen Erfolg aber anschließend wieder zunichte.
Inzwischen versuchte Friedrich II. von Norden her mit zehn Bataillonen einen Frontalangriff, der blutig endete: Das Feuer der österreichischen Kanonen verursachte innerhalb einer Stunde den Verlust von 5.000 preußischen Grenadieren. Nach dem Eintreffen der Hauptkolonne griff Friedrich ein zweites Mal vergebens an; Daun setzte jetzt erfolgreich seine Kavallerie ein, die die Preußen in die Wälder zurücktrieb.
Inzwischen war Daun am Fuß verwundet worden und ließ sich in Torgau behandeln. Das Kommando der kaiserlichen Armee wurde von General Adolf Nikolaus von Buccow übernommen. Friedrich II., dem zwei Pferde unter dem Leib weggeschossen worden waren, wurde von einer Kartätschenkugel am Brustkorb getroffen, allerdings minderte sein dicker Pelzmantel die Wucht des Geschosses, so dass der König zwar bewusstlos und verletzt, aber letztendlich doch nicht lebensgefährlich getroffen war. Sein Adjutant Beerenhorst rettete ihn gemeinsam mit einem Reitknecht vor der Gefangennahme und brachte ihn in die Kirche des nahegelegenen Dorfes Elsnig, nachdem sich aufgrund der Belegung durch zahlreiche Verwundeten keine andere Unterkunft in der Ortschaft fand. Zur Untätigkeit verdammt, wartete der König den Ausgang der Schlacht ab, hielt sie allerdings für verloren, weil er keine Nachricht von Zietens Kampfhandlungen erhalten hatte.
Daun sandte durch seinen Generaladjutanten von Rothschütz bereits eine voreilige Siegesdepesche an Kaiserin Maria Theresia nach Wien. In der Dämmerung wendete sich das Blatt jedoch zugunsten der Preußen: Zietens Kolonne eroberte um 18 Uhr die große Batterie der Österreicher; er ließ die Kanonen wenden und damit die Österreicher beschießen. Zwei Versuche, die Kanonen zurückzuerobern, scheiterten. Der Sieg der Preußen stand gegen 21 Uhr fest.
Mit 16.751 Mann verloren die Preußen dabei mehr als 25 % ihrer Armee, die Österreicher mit 15.200 Mann knapp 30 %. Die Schlacht war eine der blutigsten Massenschlachten des 18. Jahrhunderts. Die preußische Armee verlor den Brigadier und Oberst Friedrich Wilhelm von Butzke (* 1705). Die Österreicher verloren den Feldmarschall-Lieutenant Graf Herberstein und den Generalfeldwachtmeister Walthör von Waldenau. Der preußische Generalleutnant Friedrich Ludwig Finck von Finckenstein geriet in Gefangenschaft.

### Kräfteverhältnisse und Verluste
Über die beiderseitigen Kräfteverhältnisse und Verluste gibt es recht unterschiedliche Angaben. Die personelle Gesamtstärke der Preußen wird zwischen 44000 und 48500 Mann angegeben, wobei die Kavallerie etwa 10000 Mann, nach anderen Angaben 13500 Mann stark war. Zu Beginn der Schlacht verfügte die Preußische Armee über knapp 300 Kanonen, wobei die Angaben zwischen 244 und 309 schwanken; es findet sich sogar eine lexikalische Angabe über 320 preußische Geschütze.
Die österreichische Hauptarmee unter Daun bestand aus 43800 Mann, außerdem verfügten die Österreicher noch über das 22000 Mann starke Korps Lascy, von dem aber nur wenige Bataillone an der Schlacht beteiligt waren, während das Gros den Elbübergang bei Torgau sicherte. Der Chronist Johann Wilhelm von Ahrenholtz beziffert die an der Schlacht beteiligten österreichischen Soldaten auf 52000, was der amerikanische Historiker Christopher Duffy in neuerer Zeit bestätigte. Die österreichische Armee soll anfangs zwischen 280 (nach Angaben von Ahrenholtz) und fast 500 Kanonen besessen haben, wobei die ausführlichste historische Angabe bei 422 Geschützen liegt, von denen 45 von der Zietenschen Kolonne erbeutet wurden.
Die Verluste einschließlich der Verwundeten und Gefangenen waren größenordnungsmäßig vergleichbar. Ahrenholtz schreibt von 13-14000 Verlusten der Preußen, darunter 3-4000 Gefangenen, und rund 17000 Verlusten der Österreicher, darunter 7-8000 Gefangenen. Moderne amerikanische Historiker beziffern die Gesamtverluste der Preußen zwischen 13120 und 16670 Mann, verglichen mit 11160 und 15897 auf der österreichischen Seite.

Schlachtordnungen und Karten nach Hugo von Freytag-Loringhoven (1897)
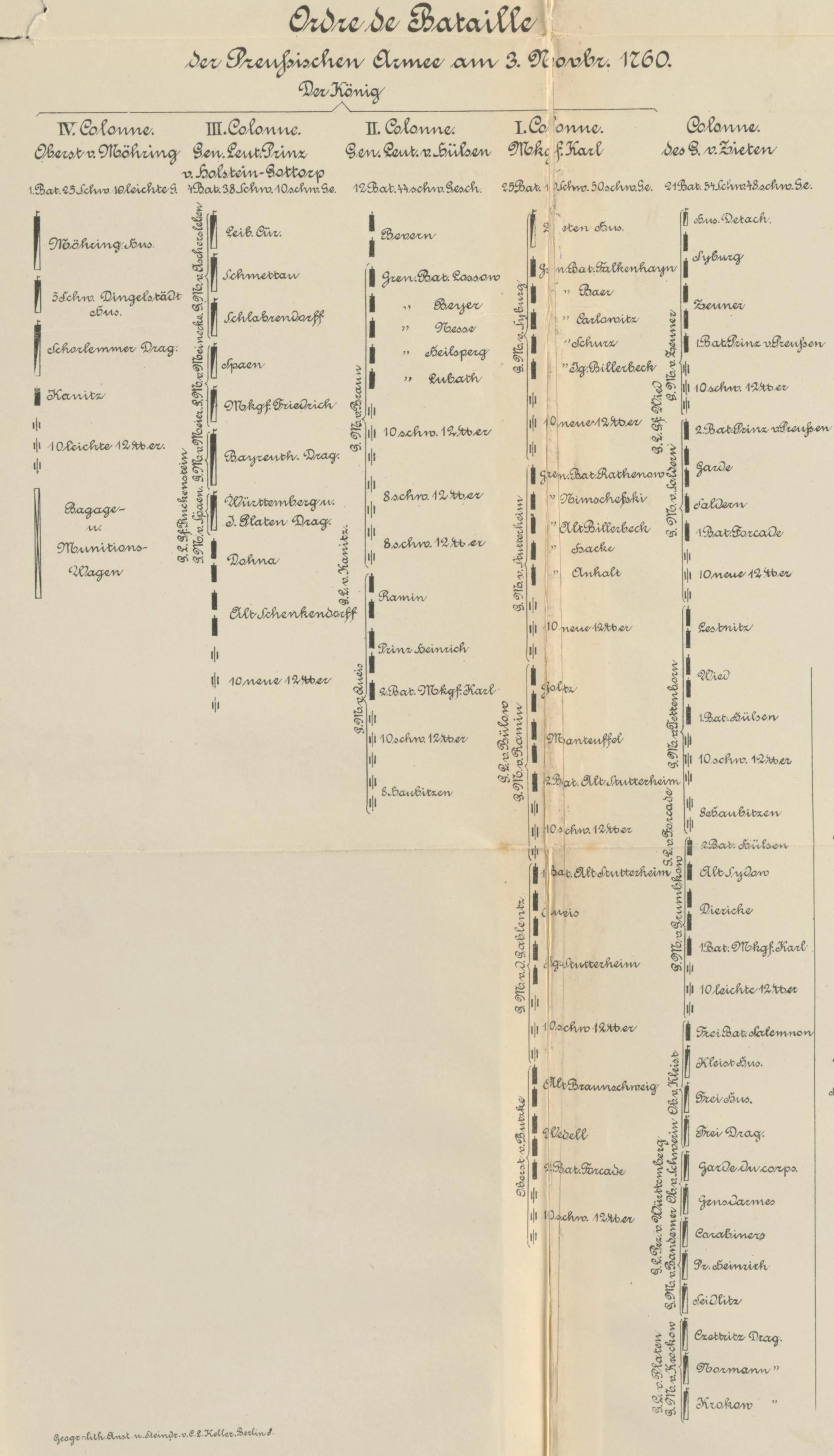
Schlachtordnung der preußischen Truppen
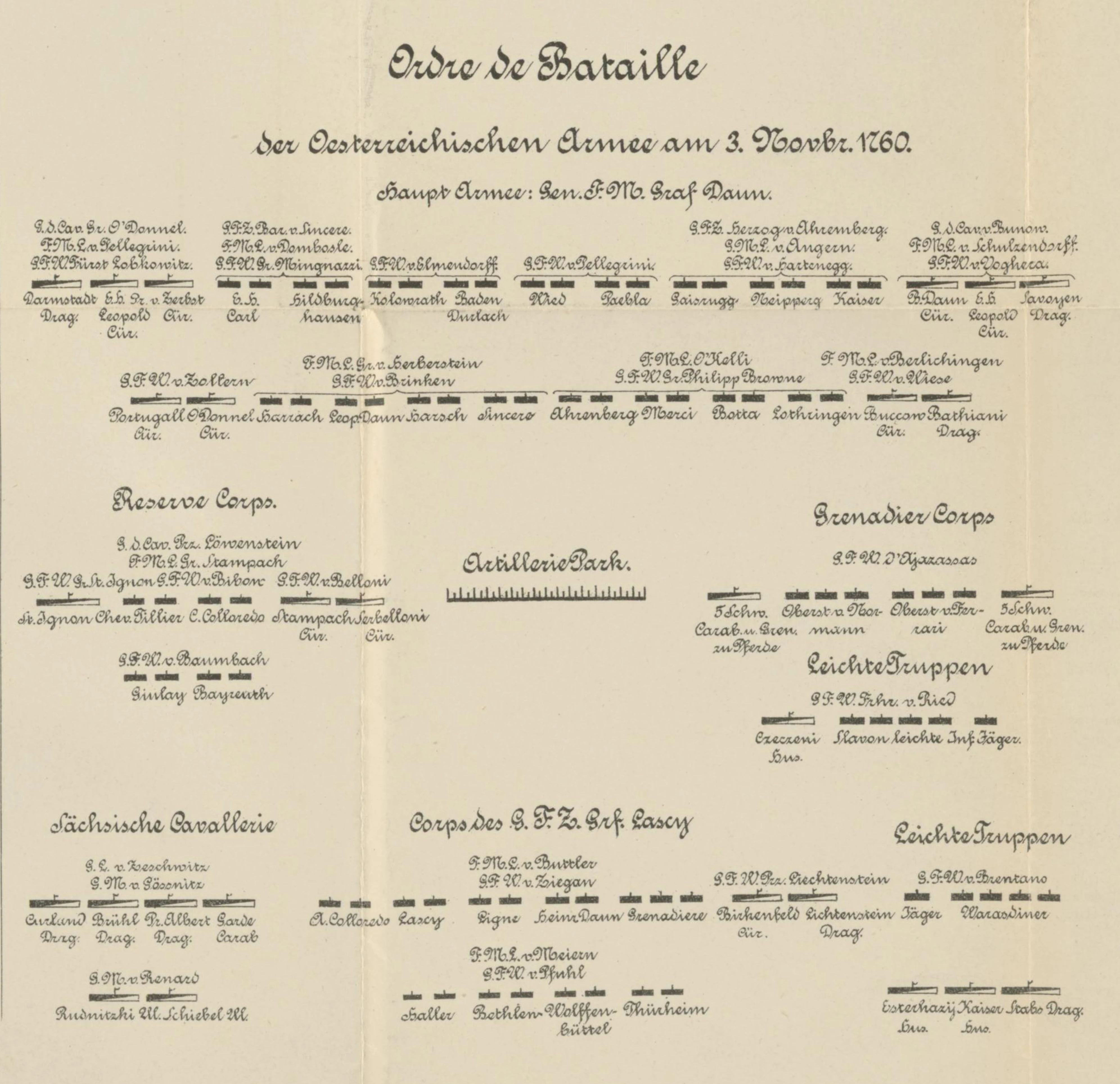
Schlachtordnung der österreichischen Truppen
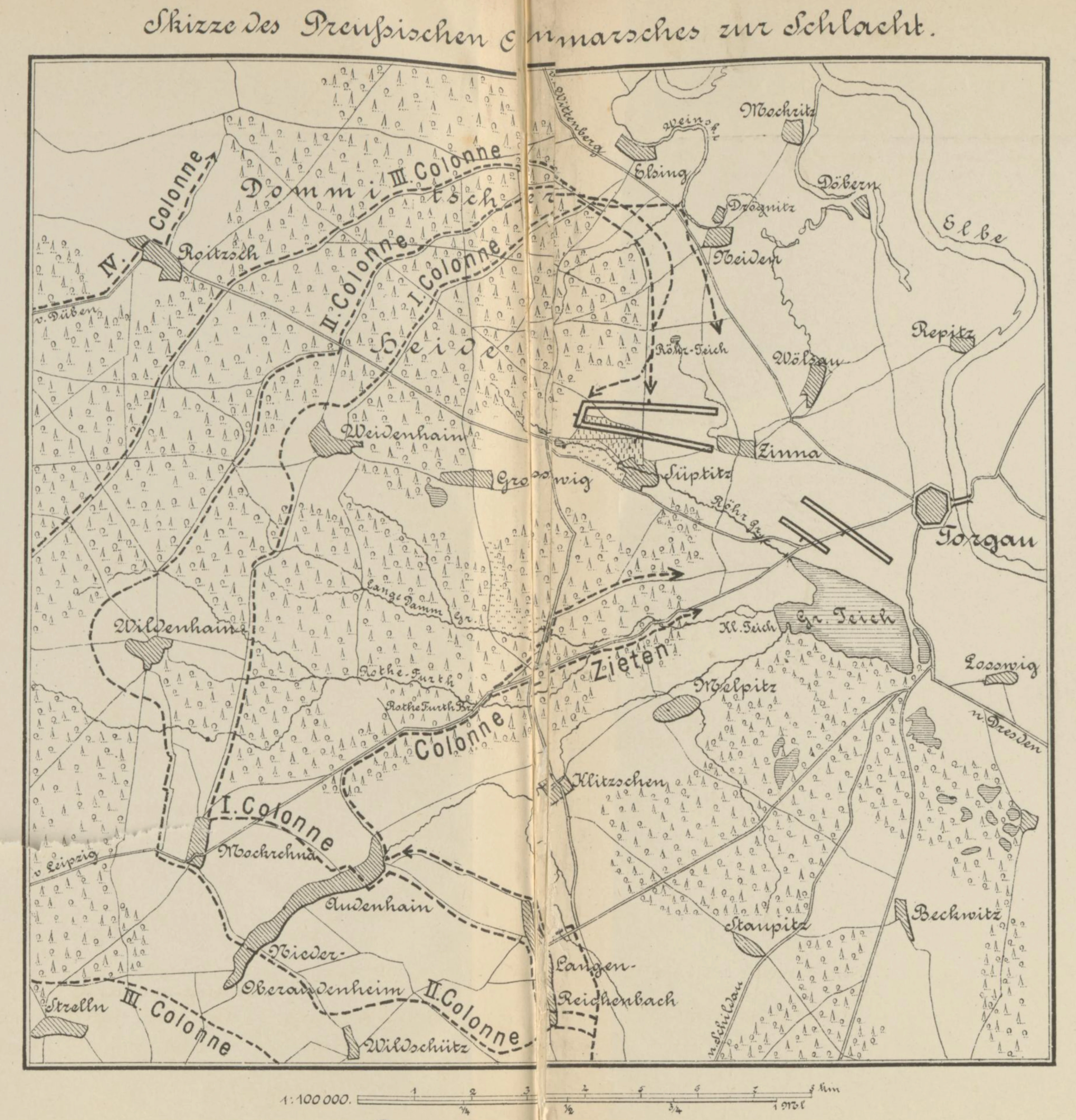
Aufmarsch der preußischen Truppen
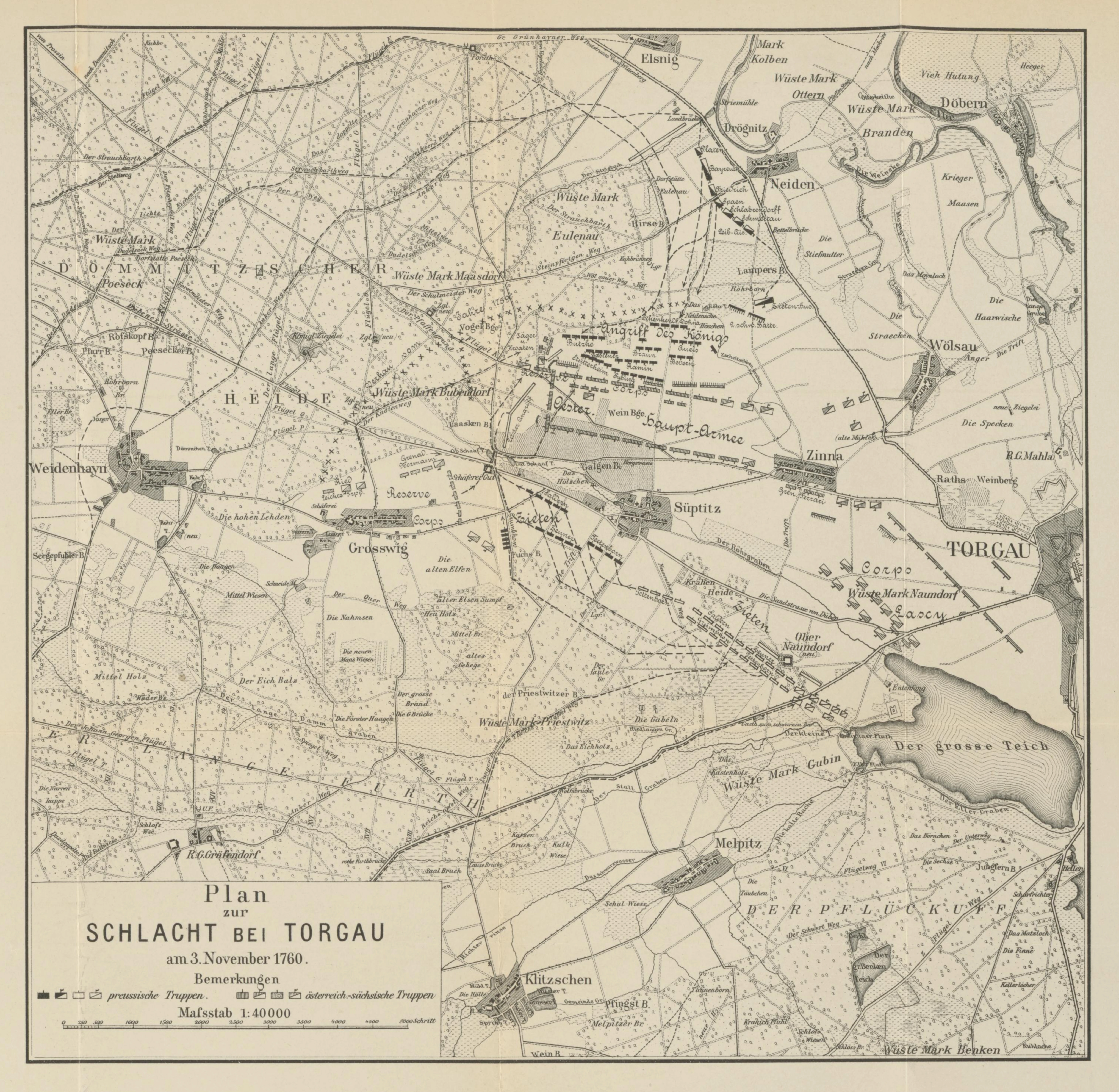
Plan der Schlacht

## Rezeption
Der Torgauer Marsch erinnert an den Sieg der Preußen.
Zum hundertsten Jahrestag der Schlacht von Torgau wurde auf den Süptitzer Höhen ein Denkmal enthüllt, eine Säule, die von einem preußischen Adler bekrönt war. Ringsum standen mit Ketten verbundene Kanonen. Im Jahr 1952 wurden der Adler und die Kanonen entfernt und zur Metallgewinnung eingeschmolzen. Auf Initiative des damaligen Torgauer Bürgermeisters Peter Klebel wurde der Adler im Jahr 1990, noch vor der deutschen Wiedervereinigung, in Berlin neu gegossen und das Denkmal zwei Jahre später erneut eingeweiht.
Auf Initiative des Torgauer Altertumsvereins wurde 1912 ein Denkmal für Friedrich den Großen auf dem nach ihm benannten Platz in der Stadt eingeweiht. Nach dem Zweiten Weltkrieg wurde im Stadtrat kontrovers über einen eventuellen Abriss diskutiert, doch bevor ein entsprechender Beschluss umgesetzt wurde, wurde das Denkmal 1946 oder 1947 von Vandalen zerstört, der Verbleib der Überreste ist bis heute ungeklärt.

## Poetische Rezeption
Theodor Fontane schrieb zur Erinnerung an die Schlacht das Gedicht Bei Torgau:
Auch die Grenadiere wollen nicht mehr.

Wie ein Rasender jagt der König daher

Und hebt den Stock und ruft unter Beben:

»Racker, wollt ihr denn ewig leben?

Bedrüger …«

»Fritze, nichts von Bedrug;

Für fünfzehn Pfennig ist's heute genug.«

## Neidhardt von Gneisenau
Im unmittelbaren Vorfeld der Schlacht bei Torgau war es zu einer eiligen Flucht des Trosses der Reichsarmee aus dem nahegelegenen Schildau gekommen, nachdem sich die preußische Armee (aufgrund einer Falschmeldung) auf die Stadt zubewegt hatte. Beim Tross befand sich auch Maria Neithardt, die Ehefrau des sächsischen Artillerieoffiziers August Neithardt sr., die erst wenige Tage zuvor ihren Sohn August, den späteren Feldmarschall August Wilhelm Neidhardt von Gneisenau, zur Welt gebracht hatte. Bei der anschließenden nächtlichen Flucht in einem offenen Bauernwagen verlor die entkräftete Mutter unbemerkt ihren Säugling; er fiel auf die Straße, wurde aber von einem preußischen Grenadier gefunden und gerettet, während seine Mutter ihr Kind nicht mehr wiedersah und bald darauf starb. Gneisenau schrieb später, dass die Torgauer Schlacht ihm Pate gestanden habe.

## Bildergalerie

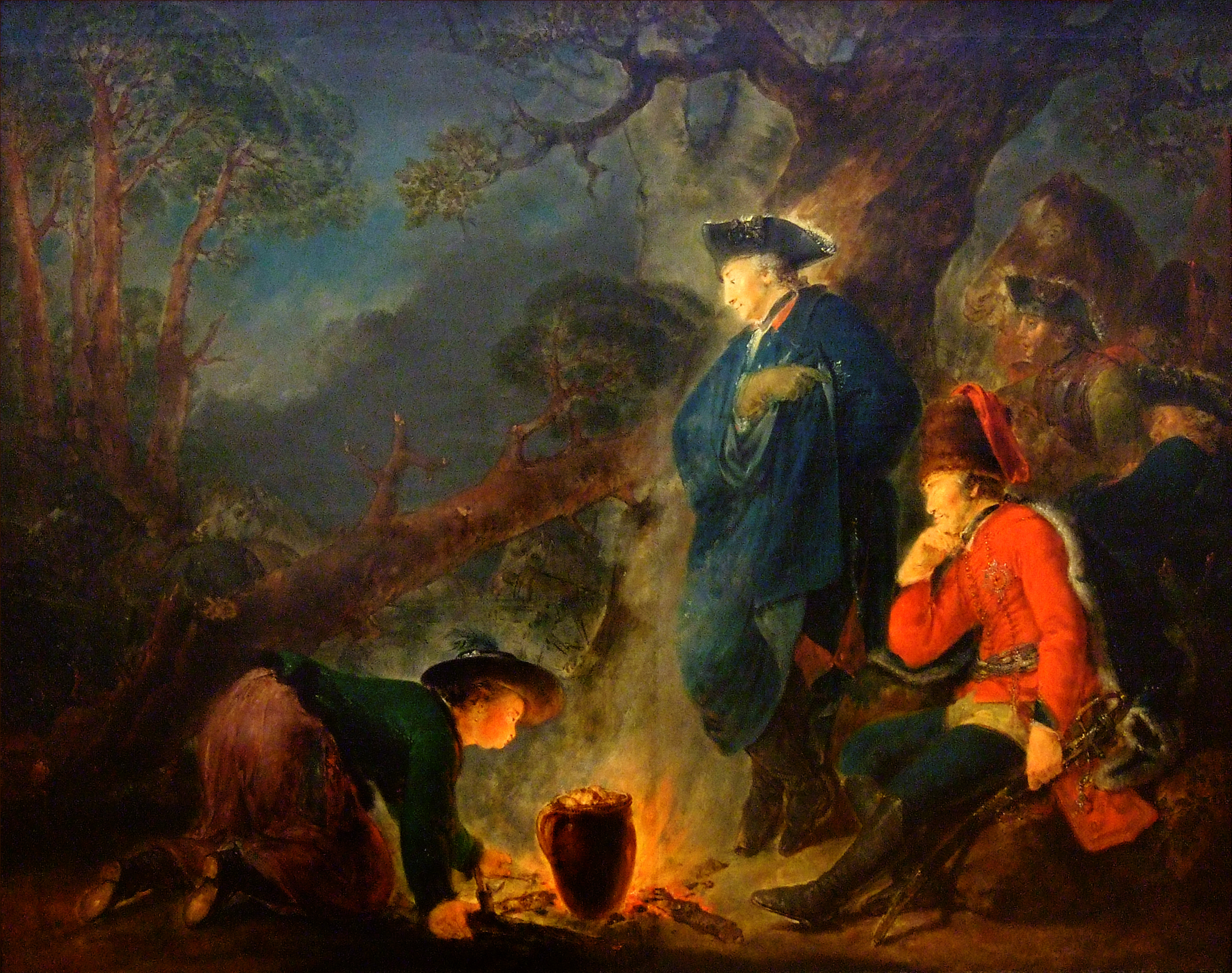
Friedrich der Große vor der Schlacht bei Torgau (Gemälde von Bernhard Rode 1791)
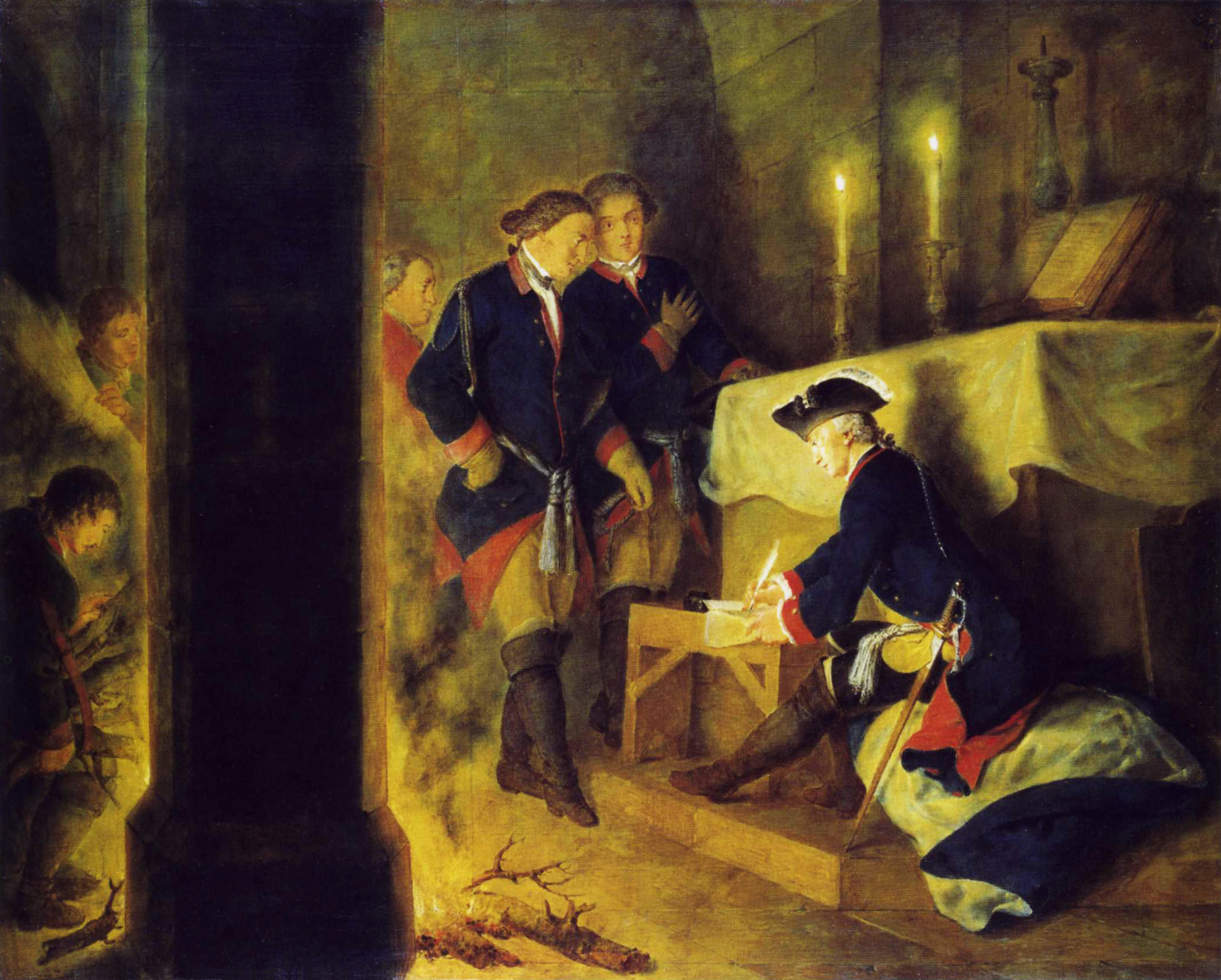
Friedrich der Große nach der Schlacht in der Kirche von Elsnig (Gemälde von Bernhard Rode, wohl 1793)
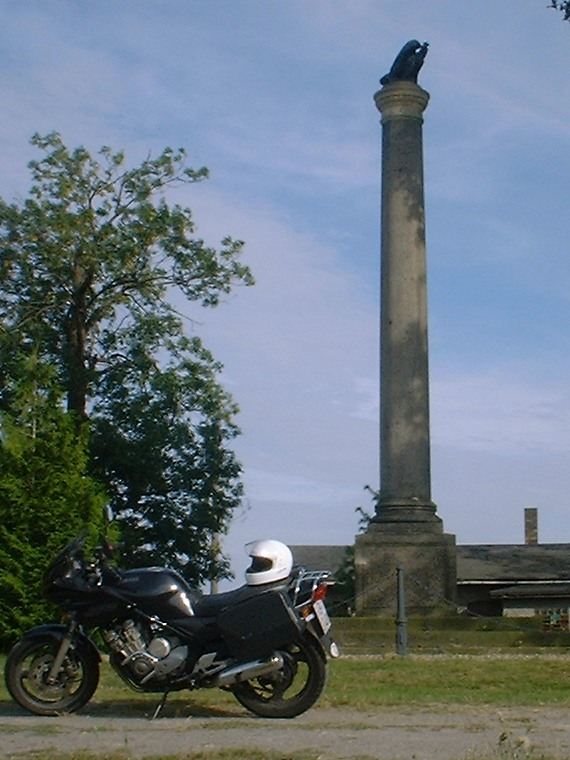
Denkmal auf den Süptitzer Höhen